# Norberto Alonso
Norberto Osvaldo „Beto“ Alonso (* 4. leden 1953, Vicente López) je bývalý argentinský fotbalista. Nastupoval většinou na postu záložníka.
S argentinskou reprezentací vyhrál mistrovství světa roku 1978.. V národním mužstvu odehrál 19 utkání, v nichž vstřelil 4 branky.
S klubem River Plate vyhrál Pohár osvoboditelů 1986 a následně i Interkontinentální pohár 1986.
S River Plate se stal šestkrát mistrem Argentiny (1975, 1977, 1979, 1980, 1981, 1985/86). V Evropě odehrál jednu sezónu, za francouzský tým Olympique Marseille (1976/77).